# Minas Gerais
Il Minas Gerais (AFI: [ˈminɐs ʒeˈɾajs]) è uno stato del Brasile situato nella regione geografica del Sudeste. Lo stato, la cui capitale è la città di Belo Horizonte, confina a nord con lo Stato di Bahia, a est con Bahia ed Espírito Santo, a sud con Rio de Janeiro e San Paolo e a ovest con San Paolo, Mato Grosso do Sul, Distretto Federale e Goiás. Lo stato ha il 10,1% della popolazione brasiliana e produce l'8,7% del PIL brasiliano.

## Geografia fisica
Il territorio dello Stato è montuoso e comprende altopiani a nord e serre a sud. Il punto più elevato è raggiunto dal Pico da Bandeira.
I climi prevalenti in Minas Gerais sono il tropicale e il tropicale d'alta quota. Le regioni più elevate e il sud dello Stato hanno temperature più basse, raggiungendo marcature vicino a 0 °C. Nel sud, sud-est, est e centro dello Stato si registra la più alta piovosità. All'altro estremo, nelle porzioni a nord e nord-est, le scarse precipitazioni e le temperature elevate rendono questi settori molto sensibili alla siccità.
I fiumi principali sono il São Francisco ed il Rio Grande.

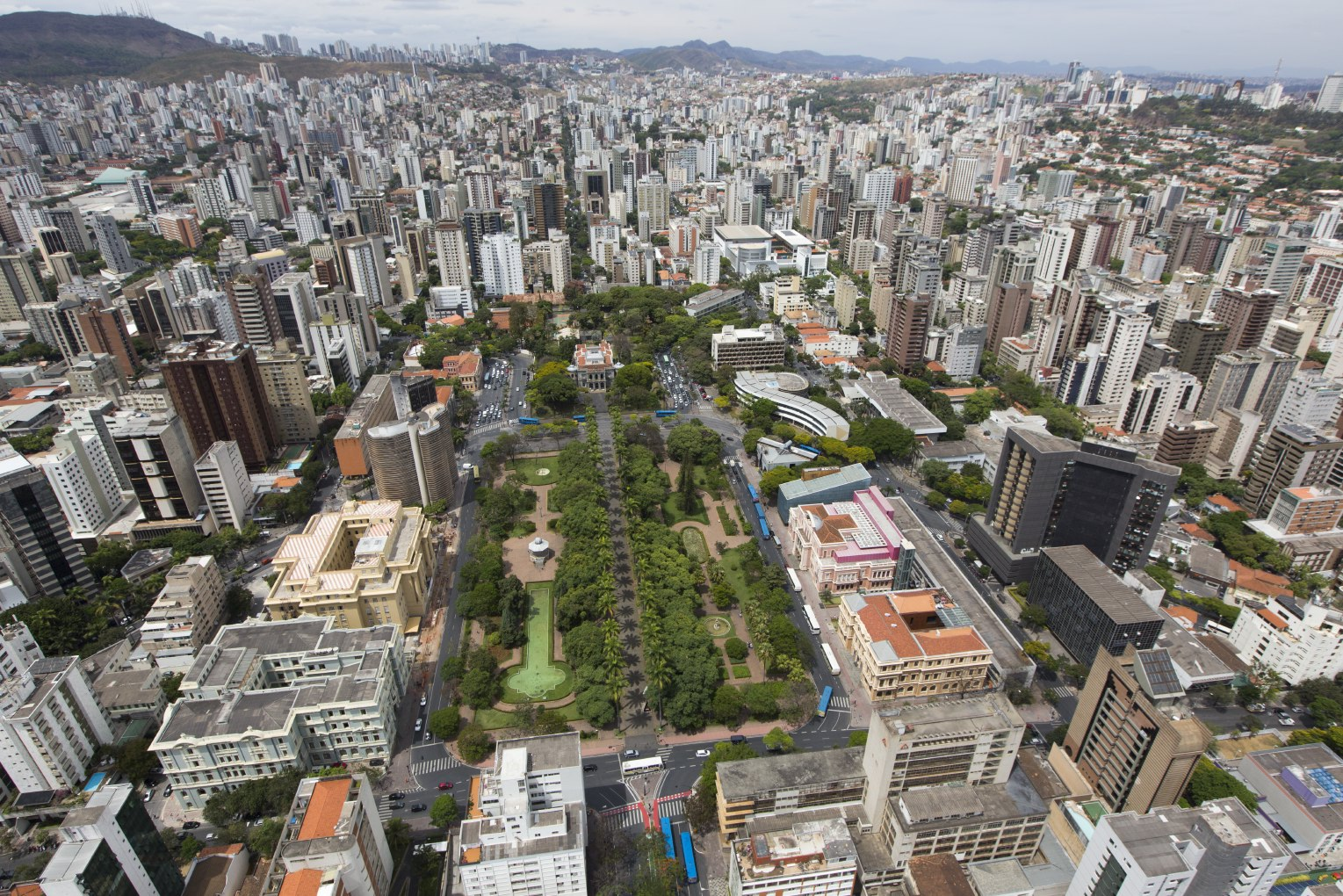
Belo Horizonte.

## Città principali
Belo Horizonte, Juiz de Fora, Uberlândia, Contagem, Uberaba, Governador Valadares, Betim, Montes Claros, Teófilo Otoni e Ipatinga

## Aree protette
- Parco nazionale della Serra do Gandarela
- Parco statale di Sumidouro

## Comunità italiana
L'immigrazione italiana a Minas Gerais, a partire dalla fine del XIX secolo, è strettamente legata alla fine della tratta degli schiavi (Legge Eusébio de Queirós, del 1850) e all'abolizione della schiavitù (Legge Áurea, del 1888). A partire dalla metà del XIX secolo, con il divieto di ingresso di nuovi africani schiavi, la carenza di manodopera che si è manifestata nel paese ha favorito l'arrivo di un numero sempre crescente di immigrati europei.
L'Italia stava affrontando grandi difficoltà sociali: miseria, disoccupazione, un processo di industrializzazione che ha portato alla marginalizzazione del lavoro e, soprattutto, crisi nelle aree rurali a causa del sovraffollamento e della mancanza di terre. Subito dopo l'Unificazione italiana del 1861, il paese ha sperimentato un grande flusso migratorio. Secondo l'IBGE:
In queste condizioni, l'emigrazione era non solo incoraggiata dal governo italiano, ma rappresentava anche una soluzione di sopravvivenza per le famiglie. Pertanto, è possibile comprendere la partenza di circa 7 milioni di italiani nel periodo compreso tra il 1860 e il 1920".»
Tra il 1880 e il 1969, circa 1,5 milioni di italiani immigrarono in Brasile. Circa il 70% di loro si stabilì nello stato di San Paolo. Fino al 1902 prevalse l'immigrazione sovvenzionata, proveniente dal Nord Italia, in cui il governo brasiliano pagava il viaggio in nave degli immigrati, destinandoli principalmente ai nuclei coloniali (dove diventavano piccoli proprietari terrieri) o alle piantagioni di caffè (dove sostituivano la manodopera schiava). Tuttavia, nel 1902, il governo italiano emise il Decreto Prinetti, che vietava l'immigrazione sovvenzionata in Brasile, a seguito delle notizie sempre più frequenti secondo cui gli immigrati italiani erano sottoposti a condizioni di semischiavitù nelle piantagioni di caffè brasiliane. Da quel momento in poi, gli italiani che desideravano immigrare in Brasile dovevano pagare il proprio viaggio in nave. L'immigrazione non si interruppe, ma diminuì considerevolmente. Inoltre, prevalse l'immigrazione proveniente dal Sud Italia, con gran parte degli immigrati che si stabilì nelle aree urbane.
Gli italiani furono il principale gruppo di immigrati a entrare in Brasile alla fine del XIX secolo. Secondo una stima, nel 1900 vivevano in Brasile 540.000 italiani, ovvero il 3,1% della popolazione del paese era nata in Italia. Nel 1902, si ritiene che il numero di italiani fosse salito a 600.000. Il censimento nazionale del 1920 contò 558.405 italiani (52% degli stranieri in Brasile, concentrati principalmente nello stato di San Paolo). Il censimento non includeva i figli, i nipoti e i discendenti degli italiani, poiché chiunque fosse nato in Brasile veniva considerato brasiliano, indipendentemente dal fatto che i genitori fossero stranieri. Il censimento del 1940 introdusse l'innovazione di chiedere ai brasiliani se fossero figli di stranieri. In quel censimento, 1.260.931 brasiliani dichiararono di essere figli di padre italiano, mentre 1.069.862 dichiararono di essere figli di madre italiana. Tuttavia, questi dati sono limitati poiché non sono stati indagati l'origine familiare dei nipoti, dei bisnipoti e degli altri discendenti degli stranieri, ma solo dei figli.
| Ingresso degli italiani in Brasile, tra il 1884 e il 1959. | Ingresso degli italiani in Brasile, tra il 1884 e il 1959. | Ingresso degli italiani in Brasile, tra il 1884 e il 1959. | Ingresso degli italiani in Brasile, tra il 1884 e il 1959. | Ingresso degli italiani in Brasile, tra il 1884 e il 1959. | Ingresso degli italiani in Brasile, tra il 1884 e il 1959. | Ingresso degli italiani in Brasile, tra il 1884 e il 1959. | Ingresso degli italiani in Brasile, tra il 1884 e il 1959. | Ingresso degli italiani in Brasile, tra il 1884 e il 1959. | Ingresso degli italiani in Brasile, tra il 1884 e il 1959. | Ingresso degli italiani in Brasile, tra il 1884 e il 1959. | Ingresso degli italiani in Brasile, tra il 1884 e il 1959. |
| ---------------------------------------------------------- | ---------------------------------------------------------- | ---------------------------------------------------------- | ---------------------------------------------------------- | ---------------------------------------------------------- | ---------------------------------------------------------- | ---------------------------------------------------------- | ---------------------------------------------------------- | ---------------------------------------------------------- | ---------------------------------------------------------- | ---------------------------------------------------------- | ---------------------------------------------------------- |
| Periodo                                                    | 1884-1893                                                  | 1894-1903                                                  | 1904-1913                                                  | 1914-1923                                                  | 1924-1933                                                  | 1934-1944                                                  | 1945-1949                                                  | 1950-1954                                                  | 1955-1959                                                  | Totale                                                     |                                                            |
| Quantità                                                   | 510.533                                                    | 537.784                                                    | 196.521                                                    | 86.320                                                     | 70.177                                                     | N/D                                                        | 15.312                                                     | 59.785                                                     | 31.263                                                     | 1.507.695                                                  |                                                            |

| 4.410 | 6.422 | 18.999 | 17.303 | 2.111 | 650 | 21 | 41 |

## Economia

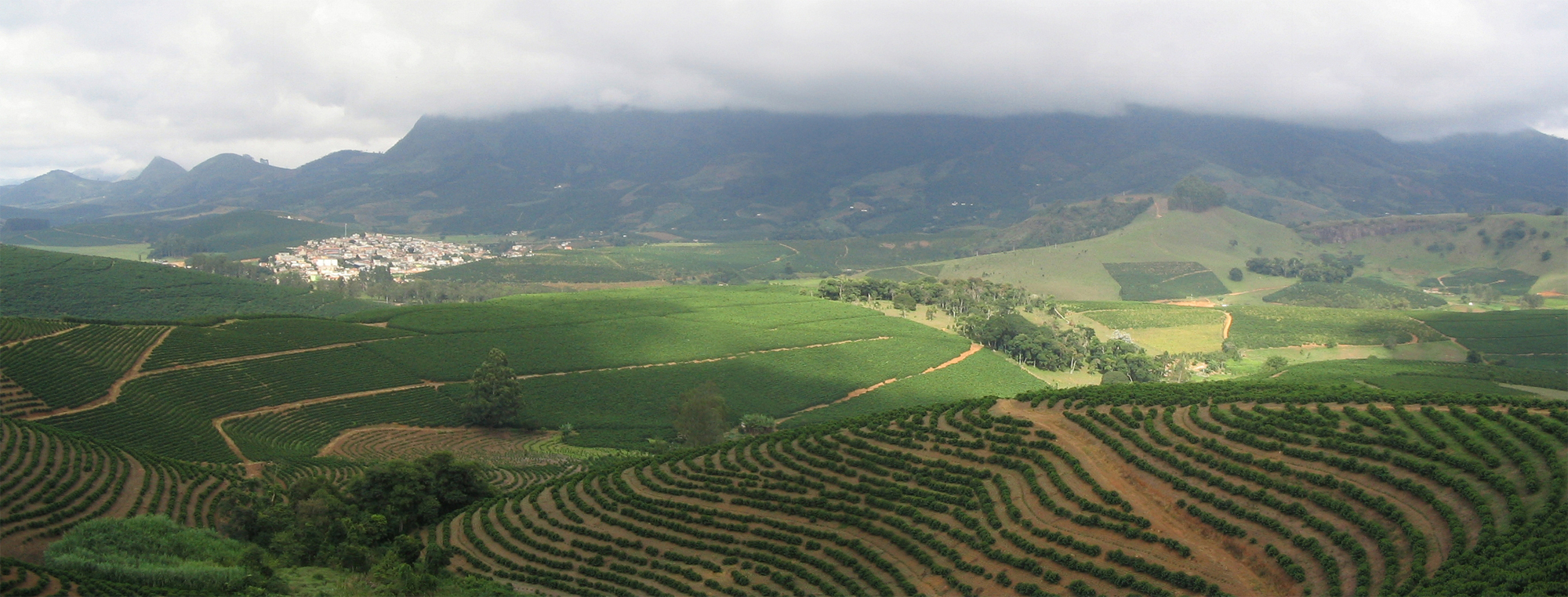
Caffè a São João do Manhuaçu

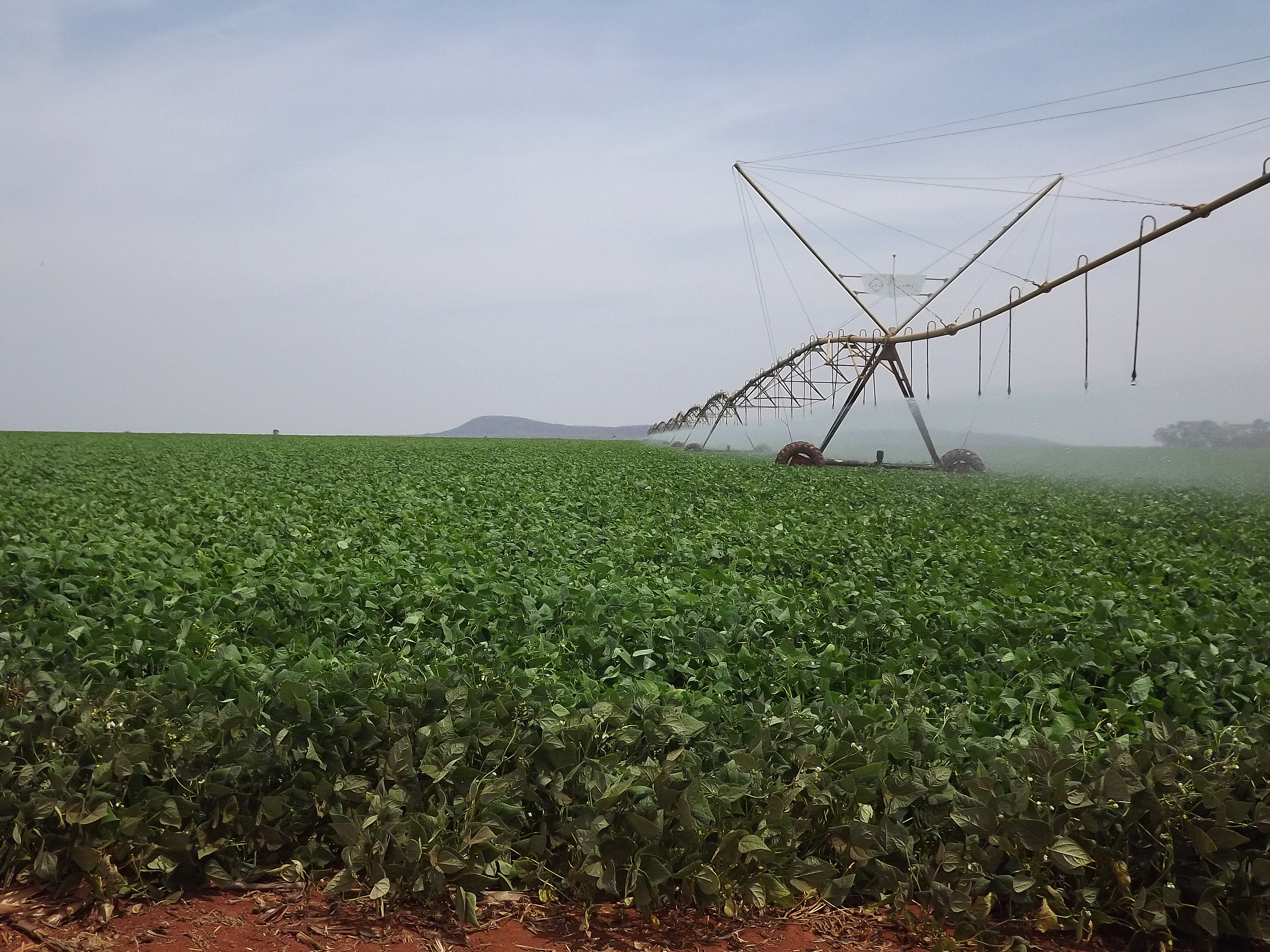
Fagioli in Paracatu

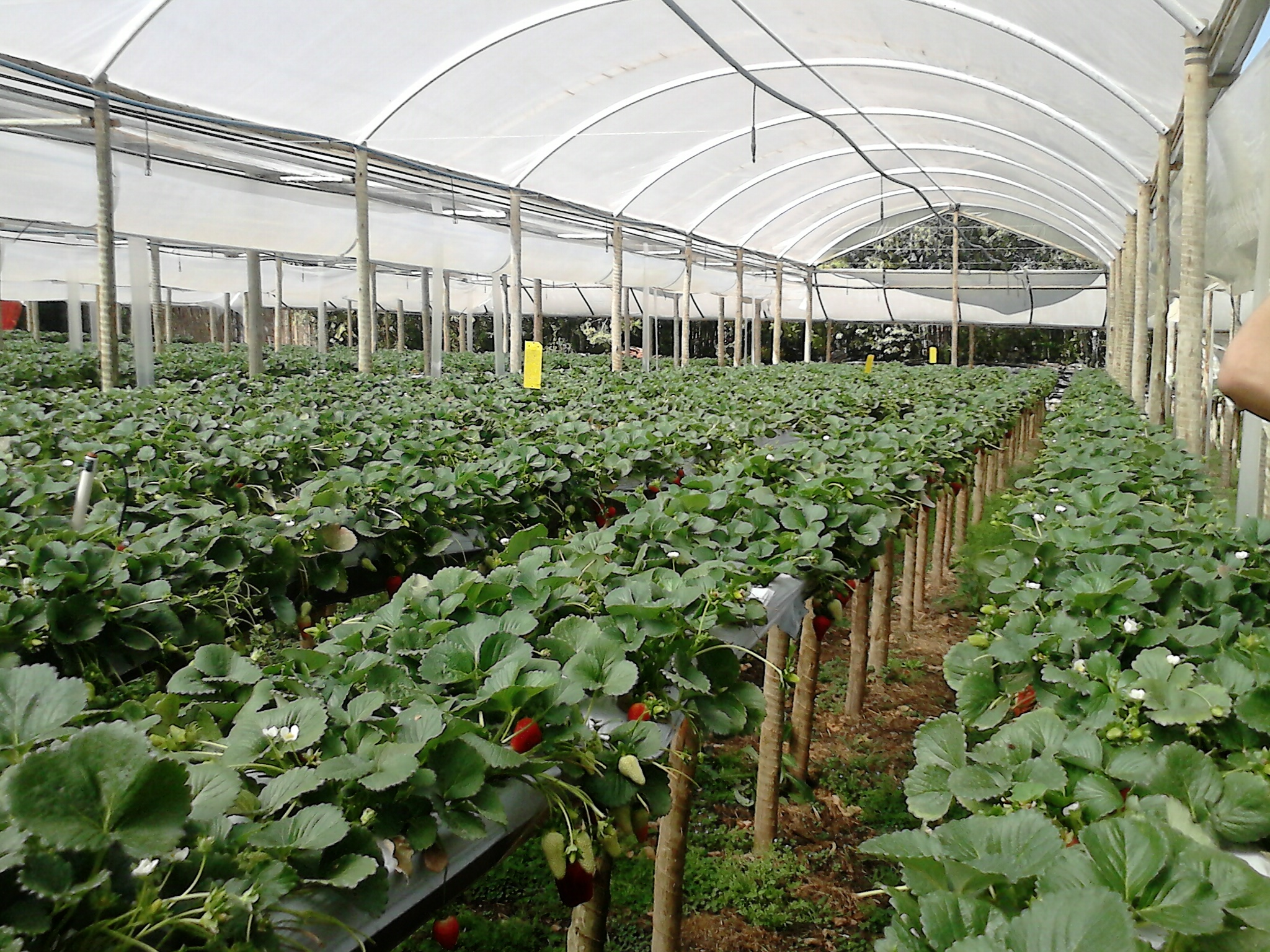
Fragola in Estiva

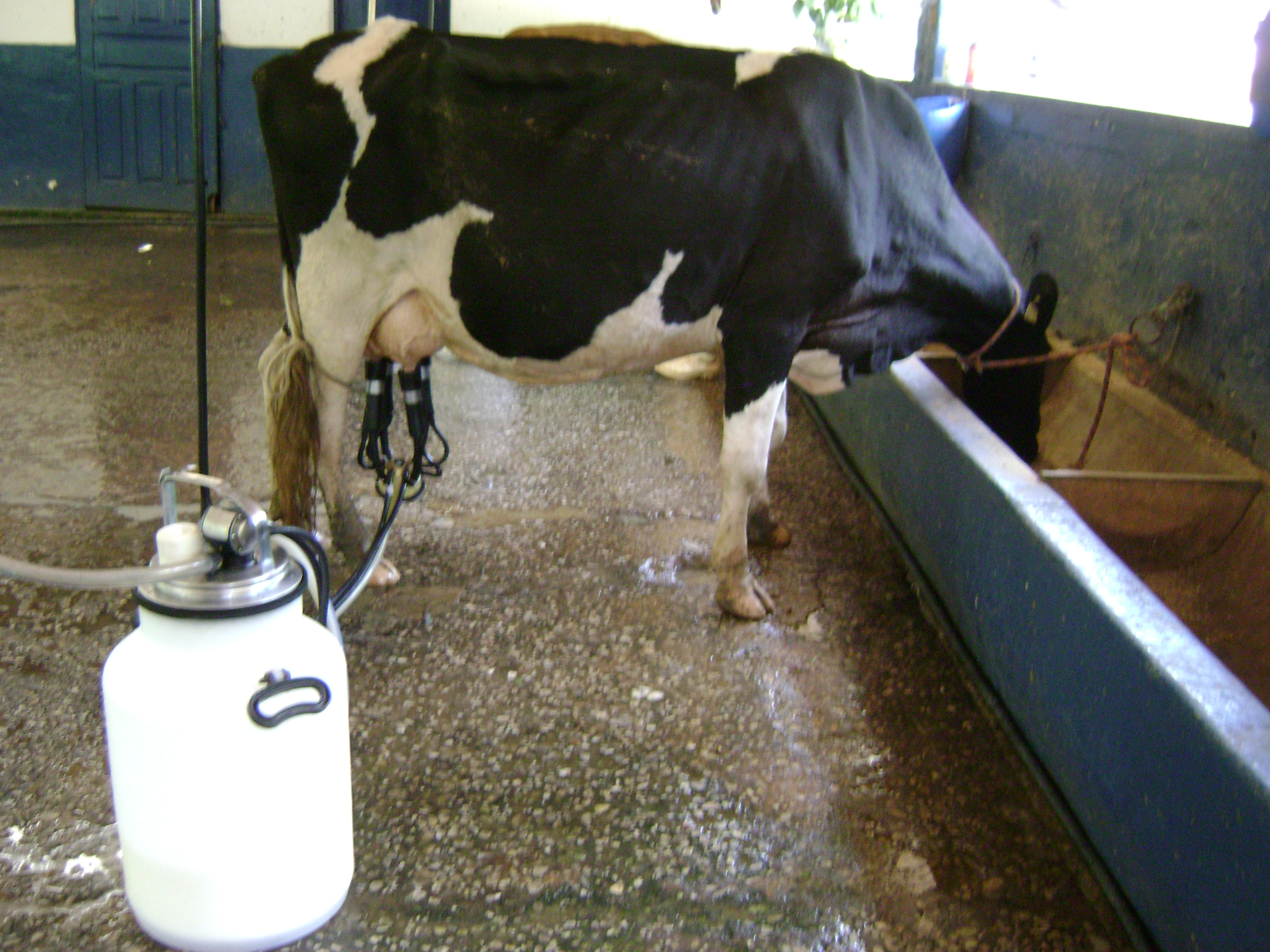
Estrazione del latte in Ouro Preto

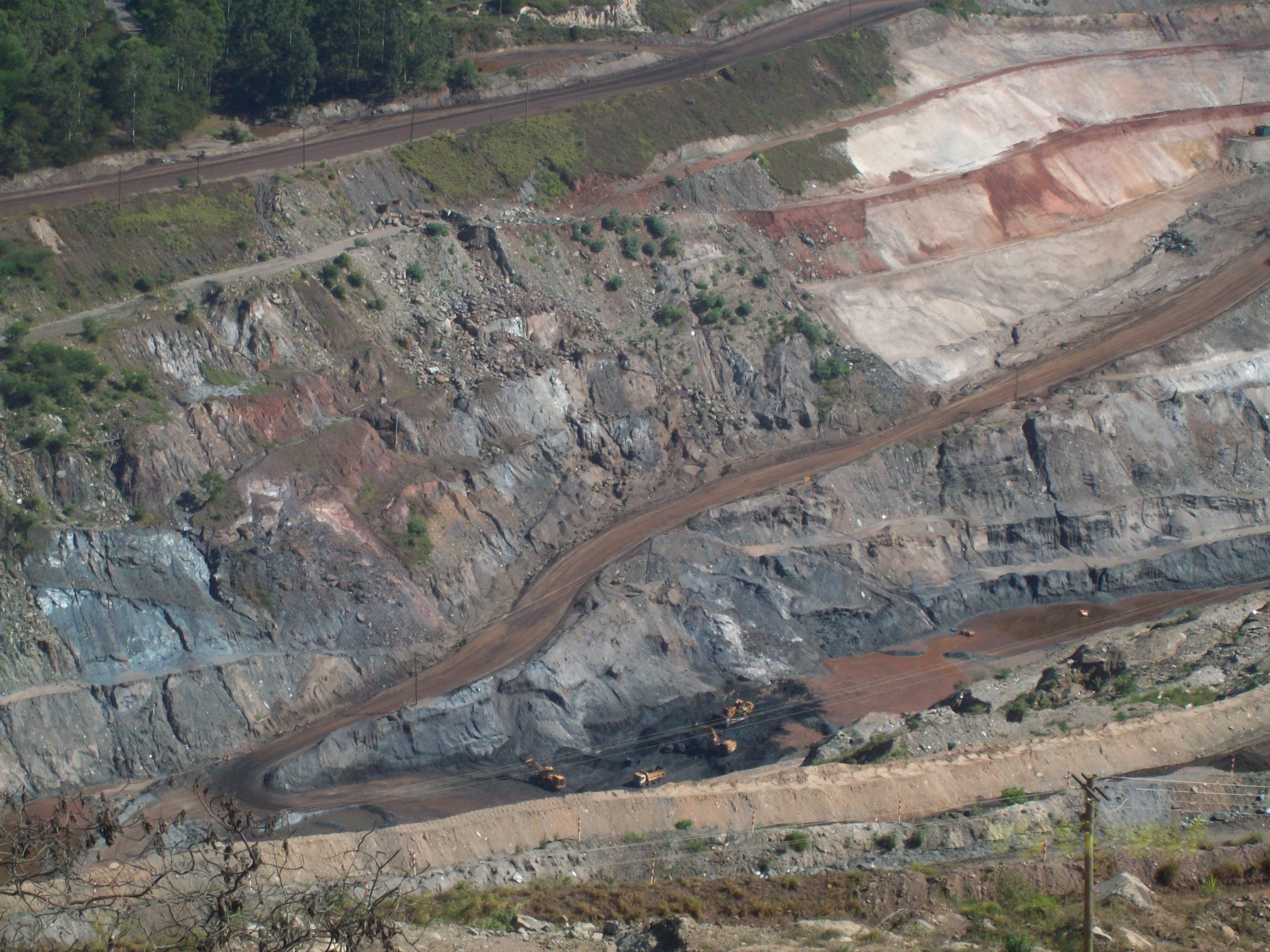
Miniera di ferro a Itabira

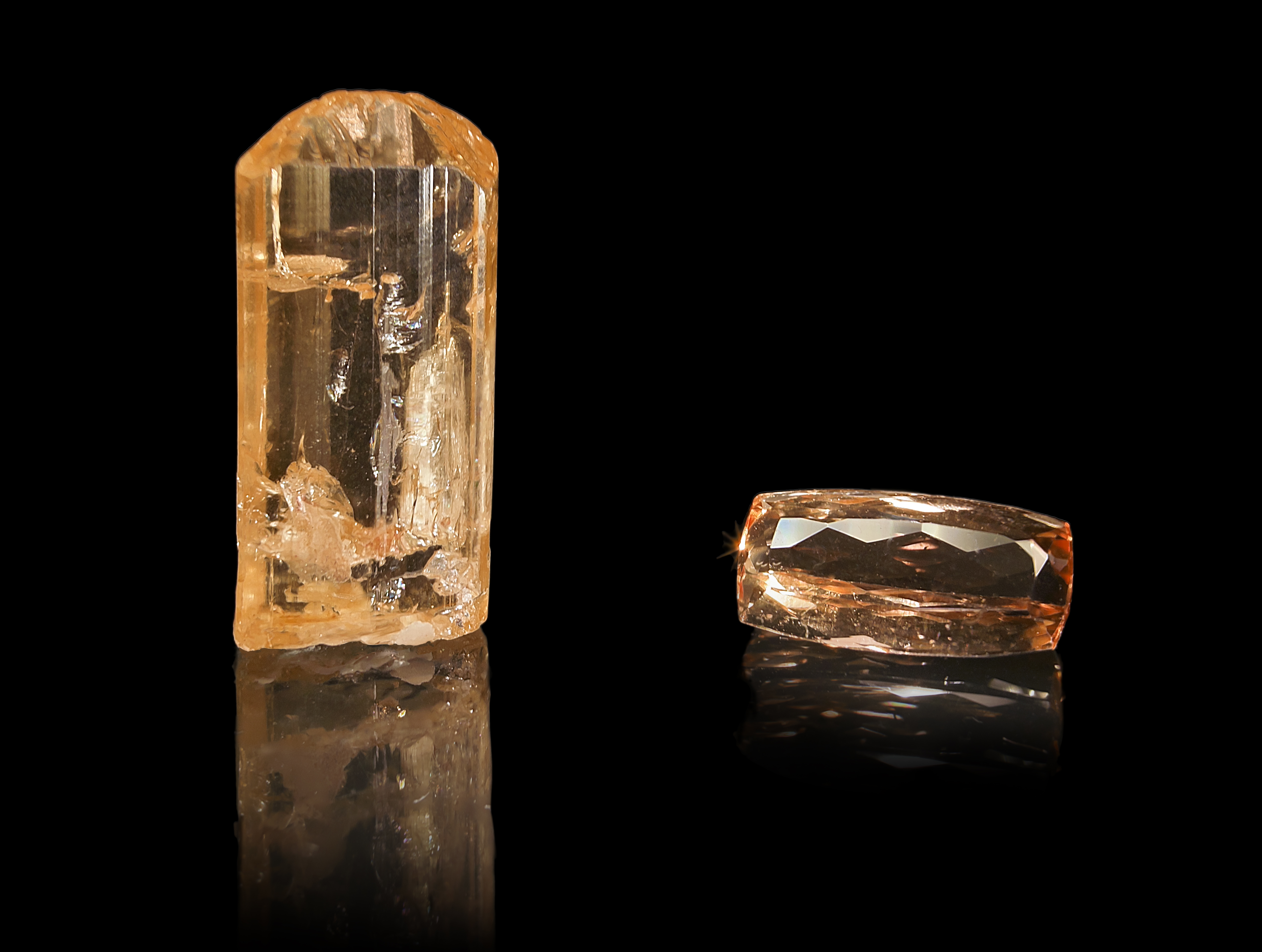
Topazio imperiale di Minas Gerais

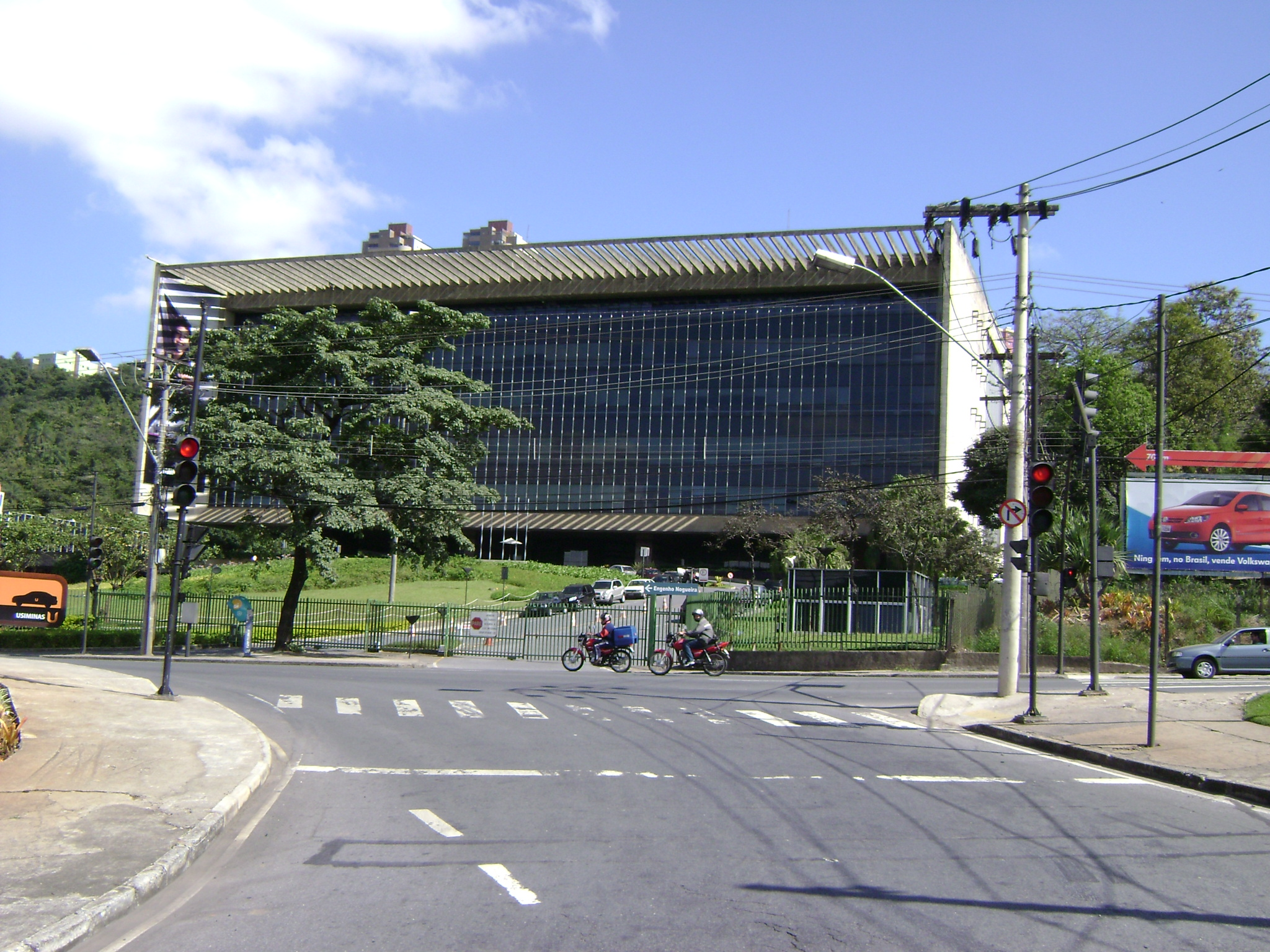
Sede di Usiminas a Belo Horizonte

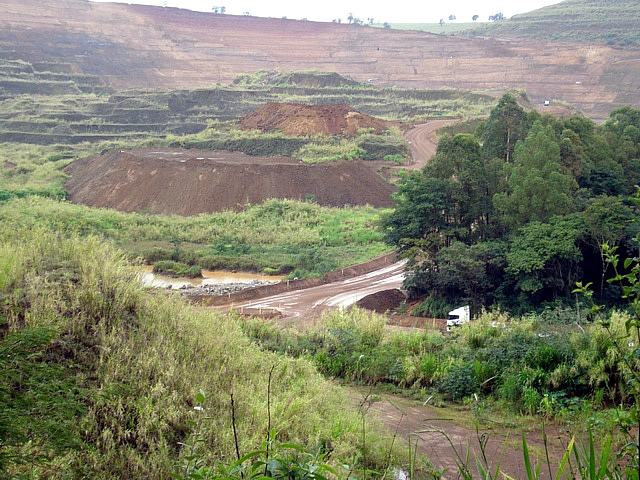
Estrazione del niobio in Araxá

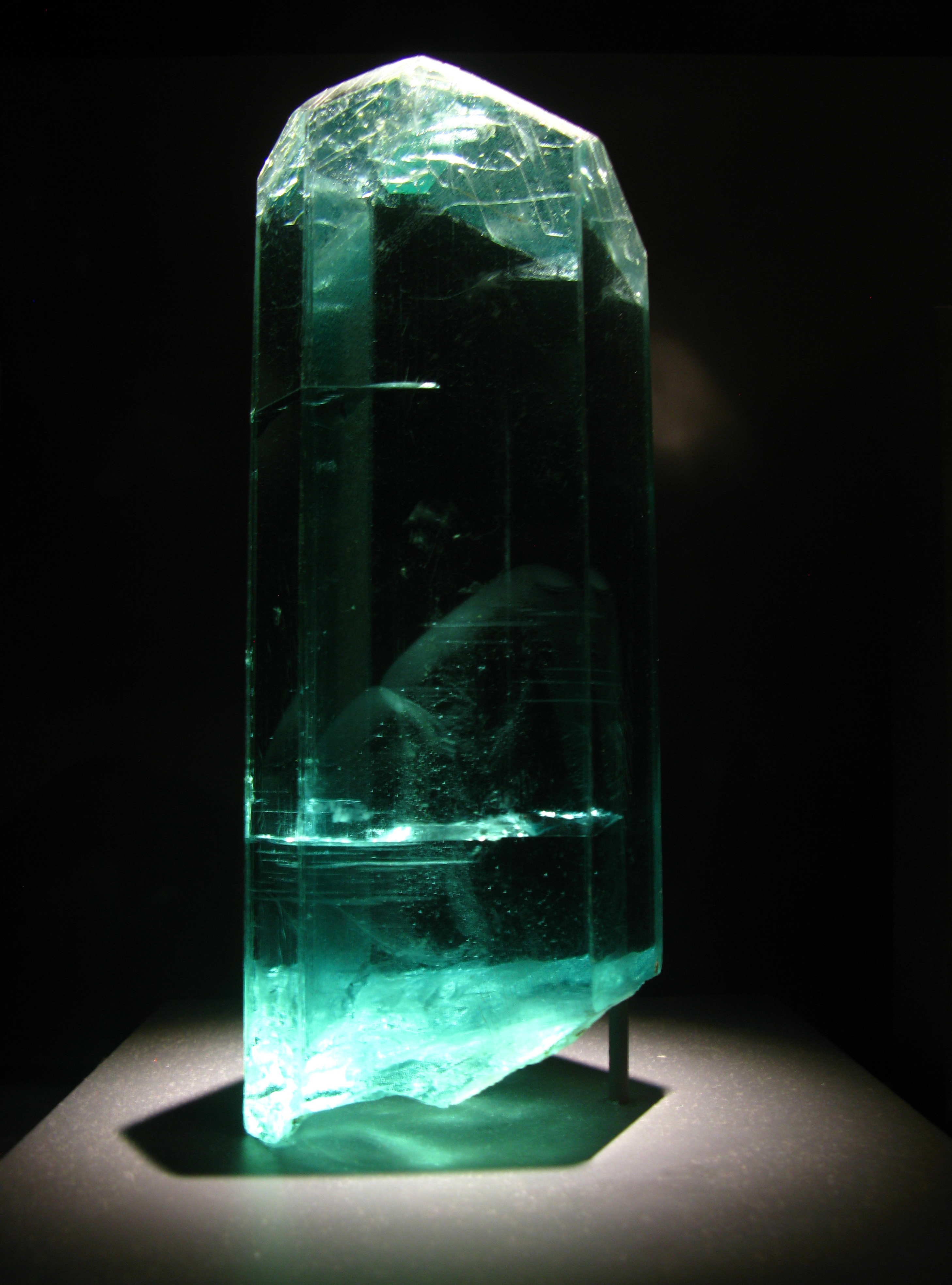
Acquamarina del Minas Gerais

Lo Stato di Minas Gerais (o semplicemente Minas, come è chiamato comunemente) è un importante produttore di caffè, soia, latte, carne, canna da zucchero, banane e altri prodotti agricoli, e anche di minerali: ferro, alluminio, calcare e altri. Attualmente anche l'industria è molto importante: trasformazione dei minerali, siderurgia (produzione di acciaio), elettronica, automobili (Fiat, Iveco e Mercedes-Benz possiedono fabbriche), ma anche di tessili, alimentari e bibite.
Per il prodotto interno lordo il settore dei servizi ha la maggiore percentuale: al 47,1%, seguito da quello industriale al 44,1%. L'agricoltura rappresenta l'8,8% del PIL (2004) e le esportazioni sono costituite: da minerale di ferro al 26,1%, siderurgia al 20,9%, caffè al 12,8%, metalli non ferrosi al 7,2%, altri prodotti agricoli al 6,2%, veicoli al 5,9% (2002).
In agricoltura, lo stato si distingue per la produzione di caffè, canna da zucchero e soia, e ha anche grandi produzioni di arancio, fagiolo, sorgo, carota, patata, banana, mandarino e fragola, oltre a produrre papaia, cachi e manioca.
Nel 2020, Minas Gerais è stato il più grande produttore di Coffea arabica nel paese, rappresentando il 74% del totale nazionale (1,9 milioni di tonnellate, o 31,2 milioni di sacchi da 60 kg). Nel 2017, Minas rappresentava il 54,3% della produzione nazionale totale di caffè (primo posto).
Lo stato è stato il terzo maggior produttore di canna da zucchero in Brasile nel 2020, rappresentando l'11,1% del totale prodotto nel paese, con 74,3 milioni di tonnellate.
La coltivazione di soia, invece, è in aumento, ma non è tra i maggiori produttori nazionali di questo cereale. Nella vendemmia 2018/2019, Minas Gerais ha raccolto 5 milioni di tonnellate (settimo posto nel paese).
Riguardo alle arance, Minas Gerais è stato il secondo più grande produttore nel 2018, con un totale di 948.000 tonnellate.
Minas Gerais è il secondo produttore di fagioli in Brasile, con il 17,2% della produzione nazionale nel 2020. Inoltre, è uno dei maggiori produttori nazionali di sorgo: circa il 30% del Produzione cerealicola brasiliana. Si colloca inoltre al terzo posto nella produzione interna di cotone.
Lo stato è stato il terzo maggior produttore di banane nel 2018, con 766.000 tonnellate. Il Brasile era già il 2° più grande produttore di frutta al mondo, attualmente al 3º posto, perdendo solo contro India e Ecuador.
Nel 2018 San Paolo e Minas Gerais erano i maggiori produttori di mandarini in Brasile. Minas era il quinto più grande produttore di papaya. Per quanto riguarda i cachi, Minas è al terzo posto con l'8%.
Nel 2019, in Brasile, c'era una superficie di produzione totale di circa 4.000 ettari di fragola. Il maggior produttore è Minas Gerais, con circa 1.500 ettari, coltivati nella maggior parte dei comuni dell'estremo sud dello stato, nella regione della Serra da Mantiqueira, con Pouso Alegre ed Estiva che sono i maggiori produttori.
Riguardo alle carote, il Brasile si è classificato al quinto posto nel ranking mondiale nel 2016, con una produzione annua prossima alle 760.000 tonnellate. In relazione alle esportazioni di questo prodotto, il Brasile occupa la settima posizione nel mondo. Minas Gerais è il più grande produttore del Brasile. Tra i centri di produzione del Minas Gerais ci sono i comuni di São Gotardo, Santa Juliana e Carandaí. Per quanto riguarda le patate, il principale produttore nazionale è lo stato del Minas Gerais, con il 32% del totale prodotto nel paese. Nel 2017 il Minas Gerais ha raccolto circa 1,3 milioni di tonnellate di prodotto.
Nella produzione di manioca, il Brasile ha prodotto un totale di 17,6 milioni di tonnellate nel 2018. Minas è stato il 12° più grande produttore del paese, con quasi 500.000 tonnellate.
Per quanto riguarda la mandria bovina, Minas ha la seconda più grande del paese. Nel 2015 aveva un totale di 23,8 milioni di capi di bestiame.
Minas è il principale produttore di latte in Brasile, con il maggior numero di vacche munte, responsabile del 26,6% della produzione e del 20,0% di tutti gli animali da latte. Il comune di Patos de Minas è stato il secondo più grande produttore nel 2017, con 191,3 milioni di litri di latte. Nel 2015 lo Stato ha prodotto 9,1 miliardi di litri di latte. In Brasile, i latticini del Minas Gerais sono i più famosi: prodotti come "Pão de queijo" (pane al formaggio), dulce de leche, requeijão e vari formaggi della regione (come queso blanco) sono note per la loro qualità.
Nella carne di maiale, Minas aveva, nel 2017, la quarta mandria più grande del paese, con 5,2 milioni di capi, il 12,7% del totale nazionale.
Lo stato è il terzo produttore di uova nel paese, con il 9,3% del totale brasiliano nel 2019 (che era 3,83 miliardi di dozzine).
Nella produzione mineraria, nel 2017, Minas Gerais è stato il più grande produttore del paese di ferro (277 milioni di tonnellate per un valore di 37,2 miliardi di R $), oro (29,3 tonnellate per un valore di R $ 3,6 miliardi), zinco (400.000 tonnellate per un valore di R $ 351 milioni) e niobio (sotto forma di cloridrato) (131.000 tonnellate per un valore di R $ 254 milioni). Inoltre, Minas è stato il secondo maggior produttore di alluminio (bauxite) (1,47 milioni di tonnellate per un valore di R $ 105 milioni), terzo di manganese (da 296.000 tonnellate a un valore di 32 milioni di R $) e il 5° di stagno (206 tonnellate per un valore di 4,7 milioni di R $). Minas Gerais aveva il 47,19% del valore della produzione mineraria commercializzata in Brasile (primo posto), con 41,7 miliardi di R $.
Lo stato ha la più grande produzione di varie pietre preziose e semipreziose del paese. In acquamarina, Minas Gerais produce le pietre più preziose del mondo. In diamante, il Brasile è stato il più grande produttore mondiale di diamanti dal 1730 al 1870, l'estrazione mineraria avvenne per la prima volta nella regione della Serra da Canastra, Diamantina, abbassando persino il prezzo della pietra in tutti a causa della produzione in eccesso. Minas Gerais continua ad estrarre diamanti, oltre ad avere produzioni su scala più grande o più piccola di agata, smeraldo, granato, diaspro e zaffiro. Topazio e tormalina si distinguono. Nel topazio, il Brasile ha la varietà più preziosa al mondo, il topazio imperiale, prodotto solo in Ouro Preto. Inoltre, il paese è il principale produttore mondiale di topazio. È anche tra i maggiori produttori di tormaline al mondo.
Il Minas Gerais aveva un PIL industriale di 128,4 miliardi di R $ nel 2017, equivalente al 10,7% dell'industria nazionale. Impiega 1.069.469 lavoratori nel settore. I principali settori industriali sono: edilizia (17,9%), estrazione di minerali metallici (15,2%), alimentare (13,4%), servizi industriali di pubblica utilità, quali elettricità e acqua (10,8%) e metallurgia (10,5%). Questi 5 settori concentrano il 67,8% dell'industria statale.
In Brasile, il industria automobilistica rappresenta circa il 22% del PIL industriale. Minas è il terzo produttore di veicoli nel paese, con una quota del 10,7% nel 2019. Minas Gerais ha stabilimenti Fiat, CNH e Iveco.
Nella industria siderurgica, la produzione brasiliana di acciaio grezzo è stata di 32,2 milioni di tonnellate nel 2019. Minas Gerais ha rappresentato il 32,3% del volume prodotto nel periodo, con 10.408 milioni di tonnellate, essendo il più grande centro siderurgico. Tra le aziende siderurgiche di Minas ci sono Usiminas, ArcelorMittal Aços Longos (ex Belgo Mineira), Açominas (appartenente a Gerdau),  Vallourec & Mannesmann e Aperam South America.
In industria alimentare, nel 2019, il Brasile è stato il secondo esportatore mondiale di alimenti trasformati, con un valore di 34,1 miliardi di dollari in esportazioni. I ricavi dell'industria alimentare e delle bevande brasiliana nel 2019 sono stati di 699,9 miliardi di R $, il 9,7% del prodotto interno lordo del paese. Nel 2015, l'industria alimentare e delle bevande in Brasile comprendeva 34.800 aziende (senza contare i panifici), la stragrande maggioranza delle quali era piccola. Queste aziende impiegavano più di 1.600.000 lavoratori, rendendo l'industria alimentare e delle bevande il più grande datore di lavoro nel settore manifatturiero. Ci sono circa 570 grandi aziende in Brasile, che rappresentano una buona parte dei ricavi totali del settore. Minas Gerais ha creato aziende alimentari di importanza nazionale come Itambé e Pif Paf Alimentos.
Nel industria calzaturiera, nel 2019 il Brasile ha prodotto 972 milioni di paia. Le esportazioni sono state intorno al 10%, raggiungendo quasi 125 milioni di paia. Il Brasile è al quarto posto tra i produttori mondiali, dietro a Cina, India e Vietnam, e all'undicesimo tra i maggiori esportatori. Minas Gerais ha un polo specializzato in scarpe e scarpe economiche a Nova Serrana. La città ha circa 830 industrie, che nel 2017 hanno prodotto circa 110 milioni di paia.
In Industria tessile, il Brasile, nonostante sia tra i 5 maggiori produttori mondiali nel 2013, e rappresentativo nel consumo di tessuti e abbigliamento, ha pochissimo inserimento nel commercio mondiale. Nel 2015, le importazioni brasiliane si sono classificate al 25º posto (5,5 miliardi di dollari). E nelle esportazioni, era solo 40° nella classifica mondiale. La partecipazione del Brasile al commercio mondiale di tessili e abbigliamento è solo dello 0,3%, a causa della difficoltà di competere sui prezzi con i produttori in India e principalmente in Cina. Il valore lordo della produzione, che include il consumo di beni intermedi e servizi, dell'industria tessile brasiliana corrispondeva a quasi R $ 40 miliardi nel 2015, l'1,6% del valore lordo della produzione industriale in Brasile. Il Minas Gerais ha l'8,51% (la terza più grande produzione nel paese).
In industria elettronica, il fatturato delle industrie in Brasile ha raggiunto i 153 miliardi di R $ nel 2019, circa il 3% del PIL nazionale. Il numero dei dipendenti del settore era di 234,5 mila persone. Le esportazioni sono state di US $ 5,6 miliardi e le importazioni del paese sono state di US $ 32,0 miliardi. Il Brasile ha due grandi centri di produzione elettroelettronica, situati nella regione metropolitana di Campinas, nello Stato di San Paolo, e nella Manaus Free Zone, nello Stato di Amazonas. Il paese ha anche altri centri più piccoli, uno dei quali nel comune di Santa Rita do Sapucaí, nello stato di Minas Gerais. A Santa Rita do Sapucaí, 8.000 posti di lavoro sono legati al settore, con più di 120 aziende. La maggior parte produce apparecchiature per l'industria delle telecomunicazioni, come i decoder, compresi quelli utilizzati nella trasmissione del sistema televisivo digitale. L'azienda Multilaser produce nella città di Extrema.

### Turismo

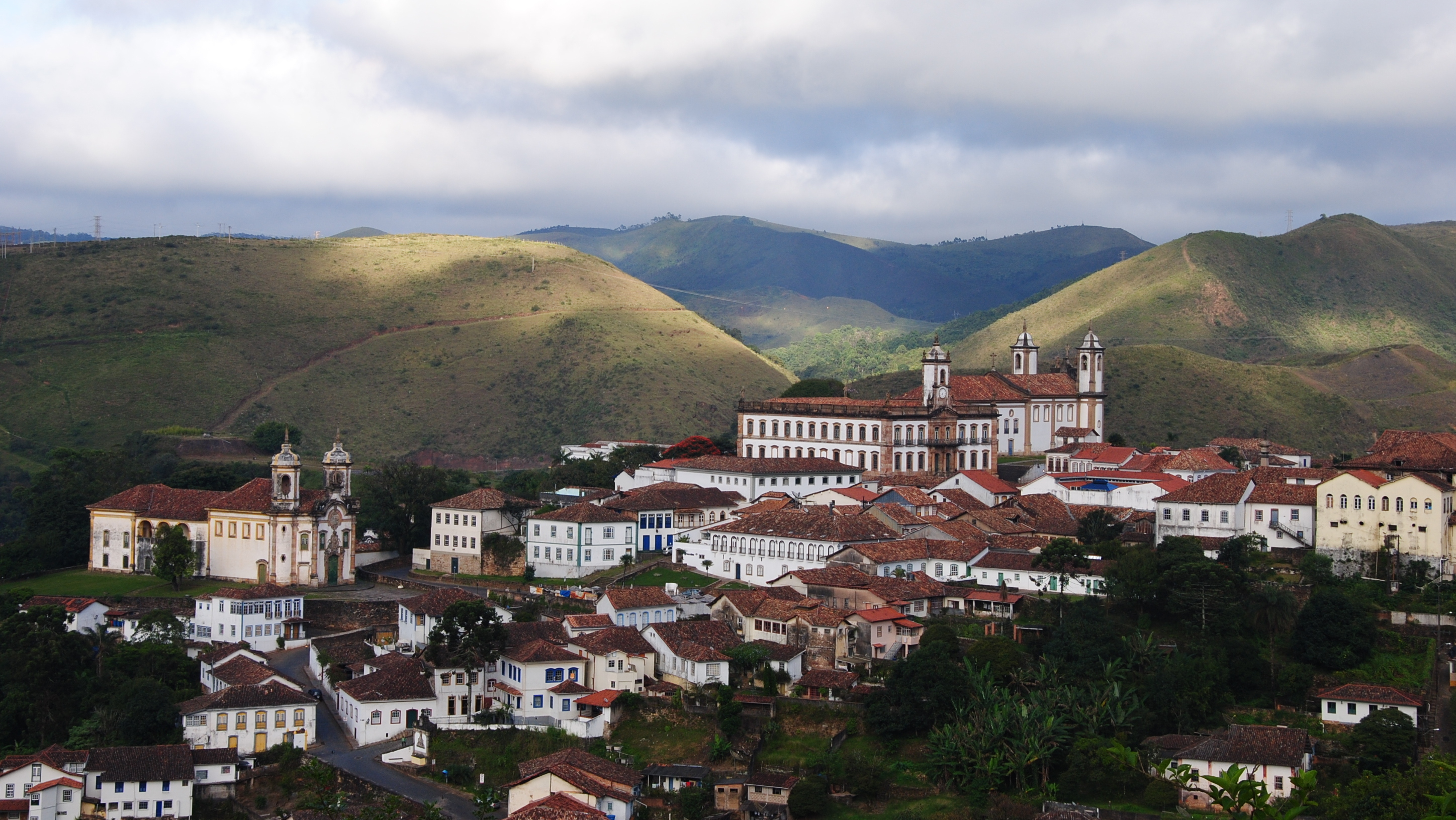
La città coloniale di Ouro Preto, Patrimonio dell'umanità, è una delle destinazioni più popolari del Minas Gerais.

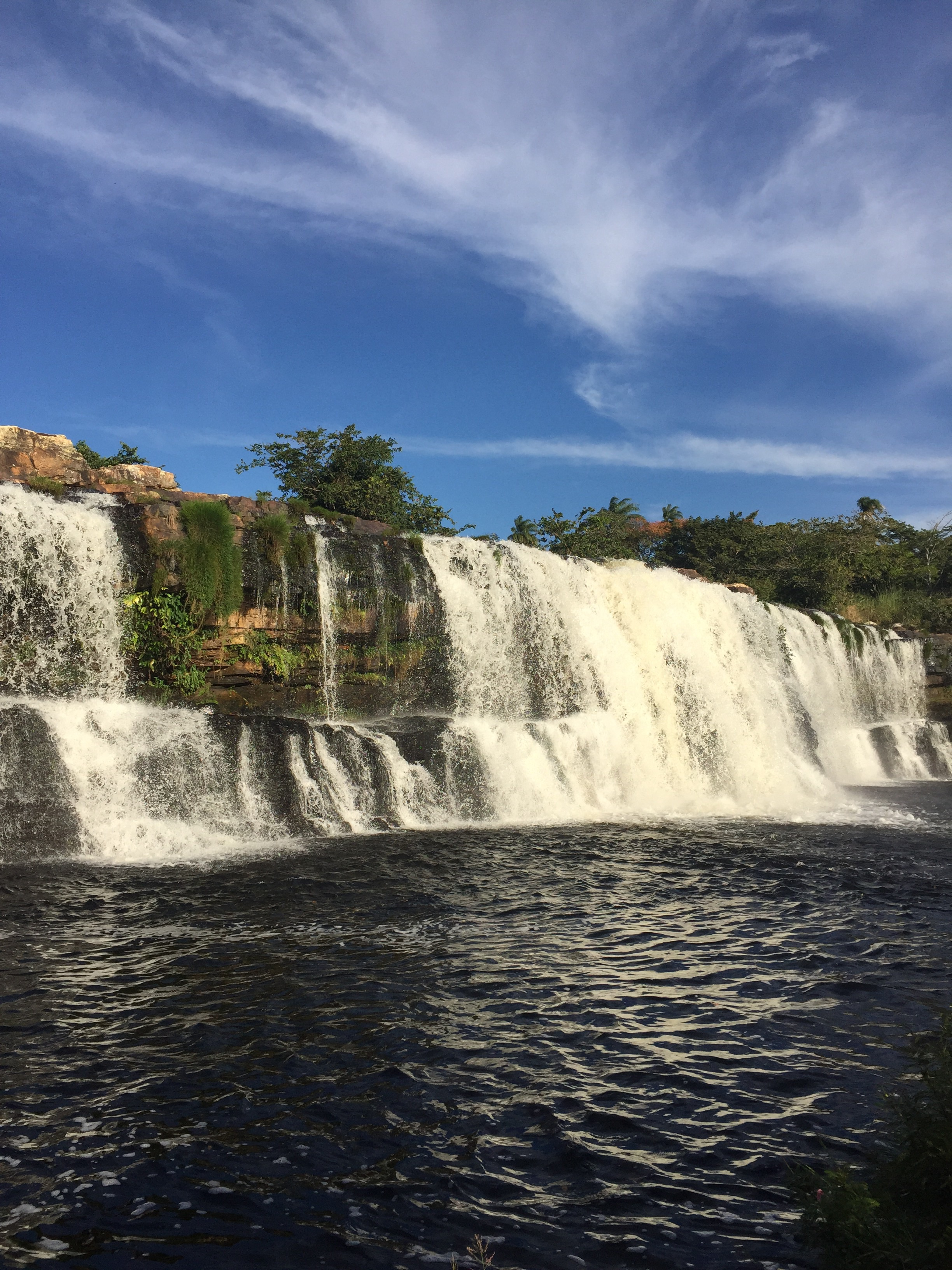
Cascata in Serra do Cipó.

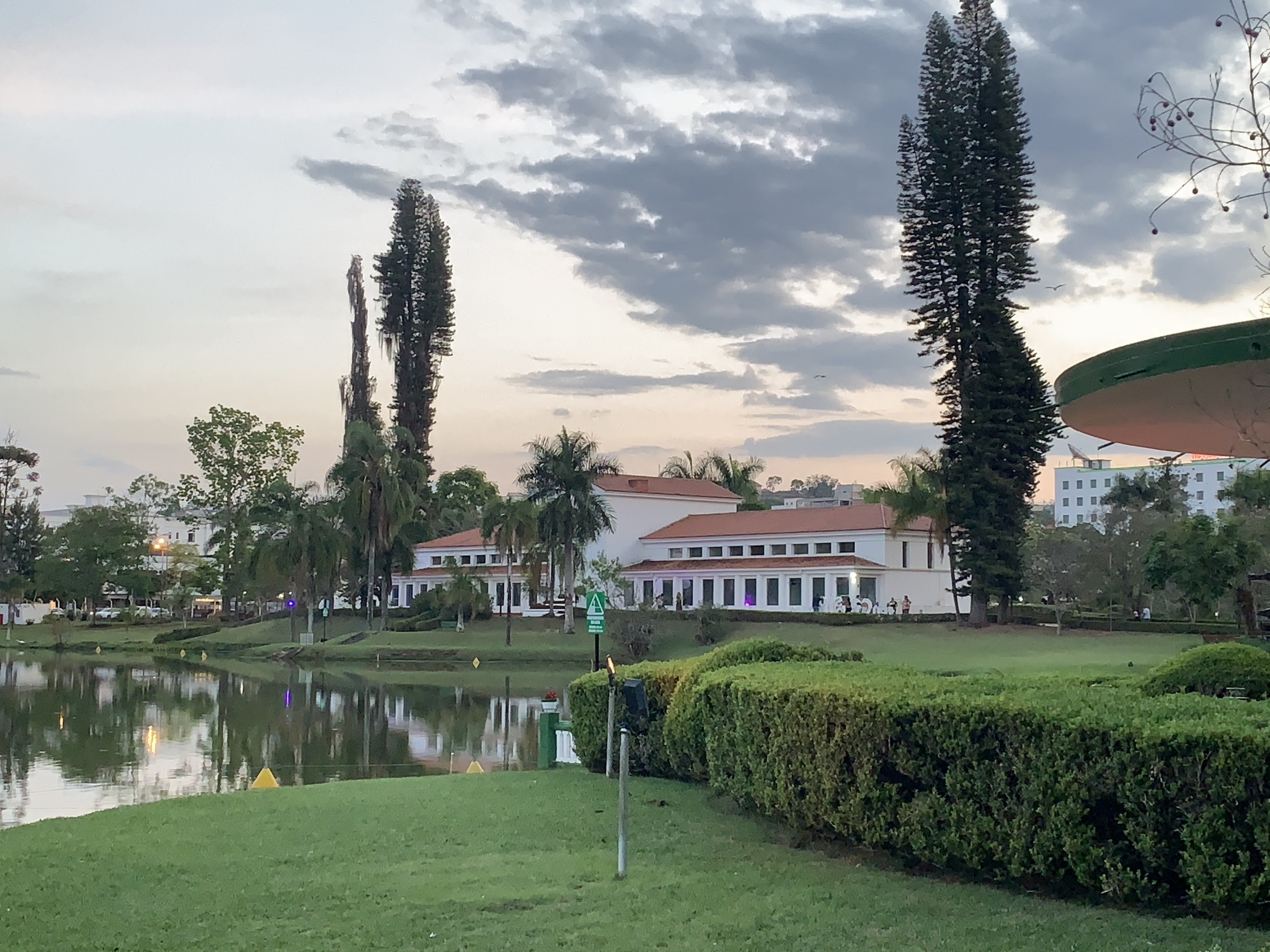
Stanza balneare a São Lourenço.

Uno dei circuiti turistici più importanti del Minas Gerais è l'Estrada Real, che attraversa le antiche strade utilizzate per il trasporto dell'oro dalle miniere, collegando la regione centrale dello stato con le città di Rio de Janeiro e Parati. I diversi itinerari di questo circuito presentano ai suoi visitatori attrattive storiche, culturali e naturali. Un altro aspetto degno di nota del turismo a Minas Gerais include le visite alle città storiche, che conservano edifici museali coloniali, oltre a includere musei e spazi culturali che rivelano il passato di questi luoghi. Di queste città spicca Ouro Preto, dove si trova il Museo dell'Inconfidência.
Il rilievo dello stato, con l'abbondanza di cime e montagne (soprattutto le grandi vette), oltre al gran numero di grotte e grotte, fiumi e laghi naturali e artificiali e la ricchezza della fauna e della flora dello stato, attirano i praticanti di ecoturismo e turismo d'avventura. Un altro segmento rilevante è turismo rurale, poiché Minas è uno degli stati con il maggior numero di sviluppi a tale scopo. Nella regione centrale dello stato, oltre alle città storiche e alla capitale, ci sono parchi nazionali come Serra do Cipó, così come il Museo Inhotim, che possiede una delle più grandi collezioni di arte contemporanea del paese. Nel sud dello stato si trova il Circuito das Águas, noto per le sue terme minerali. São Lourenço e Poços de Caldas sono città famose per le loro terme, sorgenti termali e bagni termali.
Si evidenzia anche il turismo d'affari, che è in piena espansione, poiché negli ultimi anni si sono svolti nello stato importanti eventi di proiezione internazionale. In particolare, la città di Belo Horizonte si distingue in questo segmento, attraendo sempre più fiere, congressi e meeting, da attribuire alle infrastrutture della città e all'importante rete alberghiera. Anche altre città dell'interno (come Juiz de Fora, Uberaba e Uberlândia) offrono opzioni per organizzare grandi eventi aziendali.

## Infrastrutture e trasporti

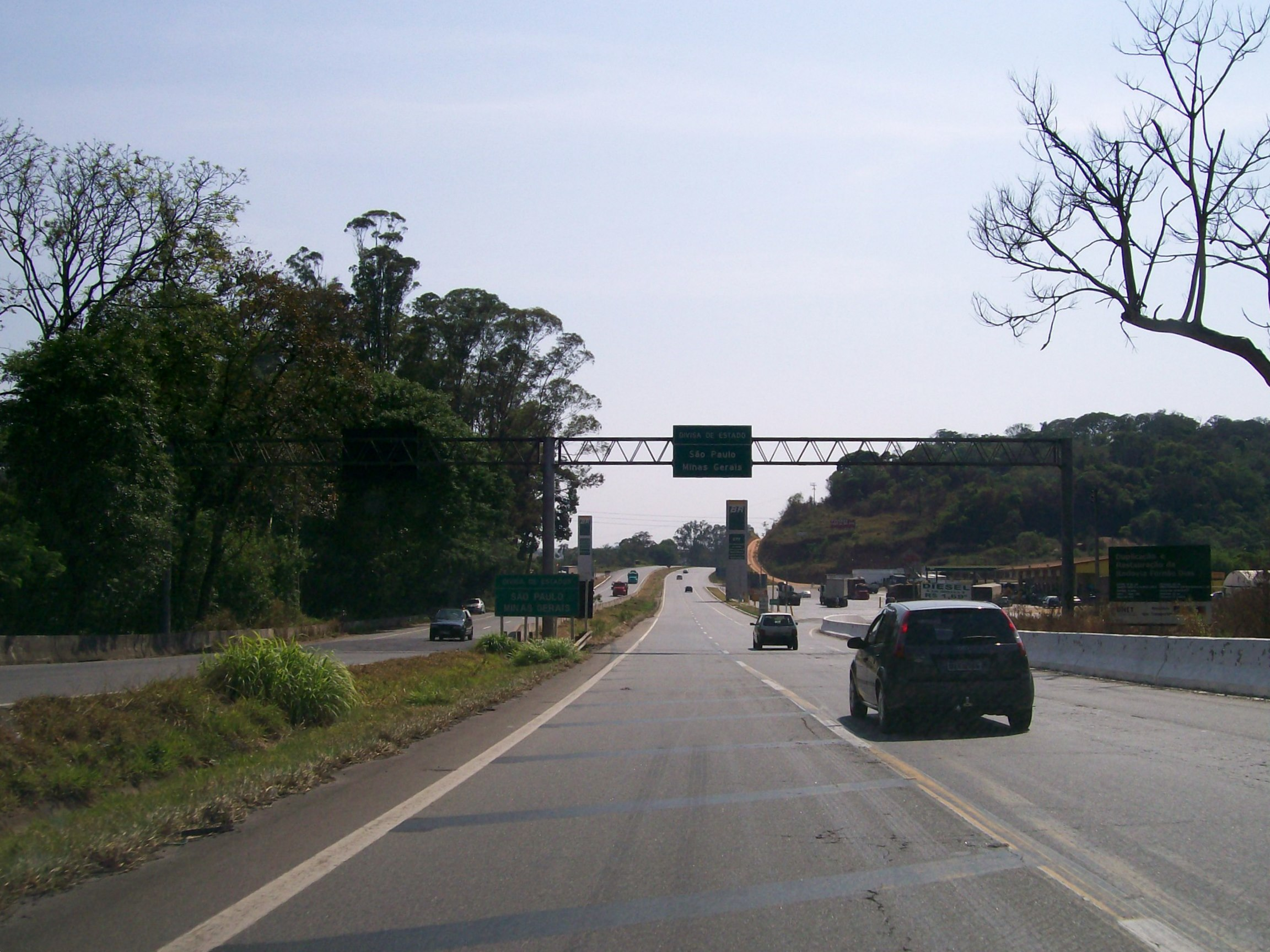
BR-381, confine tra San Paolo e Minas Gerais.

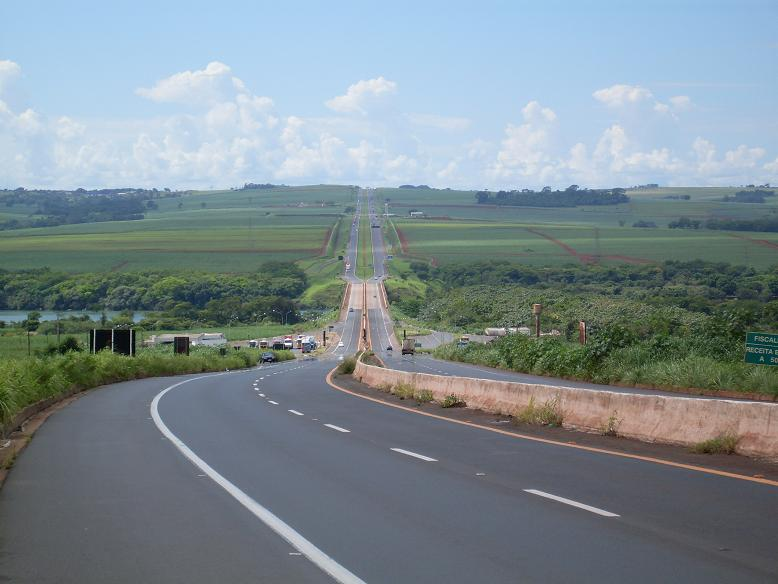
BR-050, confine tra San Paolo e il Triângulo Mineiro.

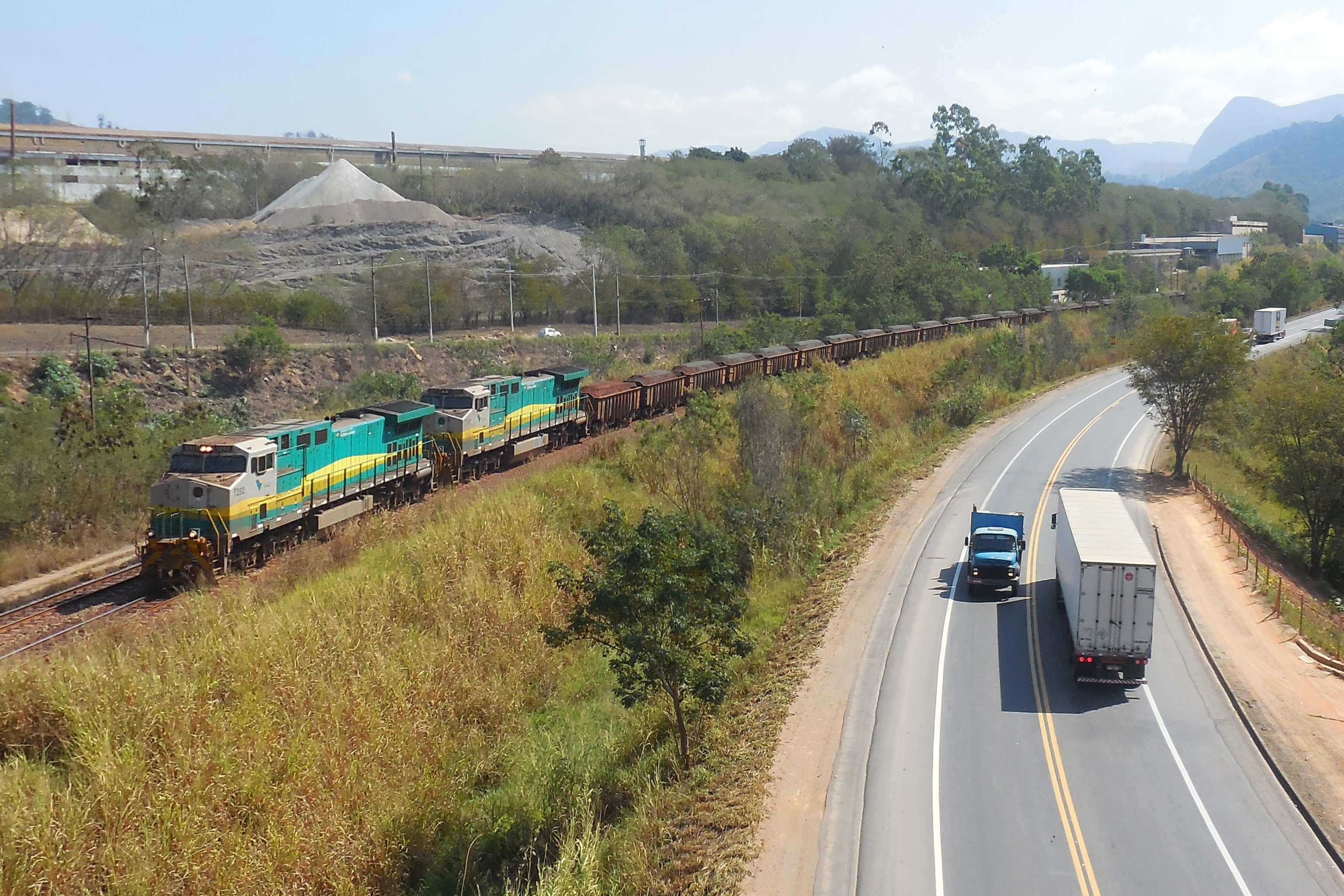
Treno che trasporta minerale di ferro della Vale a Timóteo.

Aeroporto di Belo Horizonte-Tancredo Neves.

A novembre 2020, lo stato del Minas Gerais aveva, oltre alle strade municipali, 39.738 km di strade statali e federali, di cui 29.255 asfaltate e 2.505 km erano autostrade. Lo stato ha autostrade duplicate che lasciano la capitale Belo Horizonte e la collegano con San Paolo (BR-381) e Rio de Janeiro (BR-040), e nella sua parte occidentale (BR-050, BR-153 e BR-365 nell'area conosciuta come il Triângulo Mineiro, tra gli stati di San Paolo e Goiás, vicino a Uberaba  e Uberlandia). Anche alcune parti di BR-262 sono duplicate. La statale, però, presenta, in generale, un deficit di duplicazione, con tratti di una sola corsia con movimento al di sopra del limite di saturazione. Recentemente, nel 2022, è stato creato un progetto per concedere BR-381 ad iniziativa privata, con l'intenzione di raddoppiare 215 km tra Belo Horizonte, Ipatinga e Novo Oriente de Minas.
Lo stato ha diversi aeroporti, come il Aeroporto di Belo Horizonte-Tancredo Neves e Aeroporto di Belo Horizonte-Pampulha (i due principali), l'aeroporto di Belo Horizonte-Carlos Prates, l'aeroporto di Uberlândia, Aeroporto di Montes Claros e Aeroporto di Uberaba. Ci sono anche altri aeroporti più piccoli, come Alfenas, Araxá, Caxambu, Diamantina, Divinópolis, Espinosa, Frutal, Governador Valadares, Ipatinga, Ituiutaba, Juiz de Fora, Leopoldina, Monte Verde, Patos de Minas, Poços de Caldas, Pouso Alegre, São João del-Rei, Unaí, Varginha, tra gli altri.
Il trasporto ferroviario è presente dal 19º secolo, quando fu costruita la Ferrovia Centrale del Brasile nel 1860. Nel 1874 fu inaugurata la Ferrovia Leopoldina. Nel 1880 fu fondata la Estrada de Ferro Oeste de Minas e nei decenni successivi furono aperte diverse altre ferrovie nel territorio di Minas Gerais. A partire dagli anni '60, le ferrovie iniziarono ad essere sostituite dalle strade, a causa della crescente domanda del parco automobilistico, che provocò la chiusura di alcune ferrovie e diramazioni. Negli anni '90 l'intero sistema ferroviario nazionale è stato privatizzato, disattivando i restanti servizi passeggeri su alcune linee locali. Tuttavia, esistono ancora ferrovie attive che attraversano il Minas Gerais, oggi utilizzate solo per il trasporto merci, come la vecchia Central do Brasil Railway, la Leopoldina Railway, la Western Minas Railway e la Steel Railway, gestite dai concessionari. Centro Ferroviario. Atlantica. La Vitória a Minas Railway (EFVM) è responsabile del trasporto della produzione di Vale e di altre compagnie statali al porto di Tubarão, a Vitória, Espírito Santo, e gestisce anche l'unico treno passeggeri giornaliero in Brasile che percorre lunghe distanze, tra Vitória e Belo Horizonte, che collega altre città che hanno anche stazioni.

## Energia

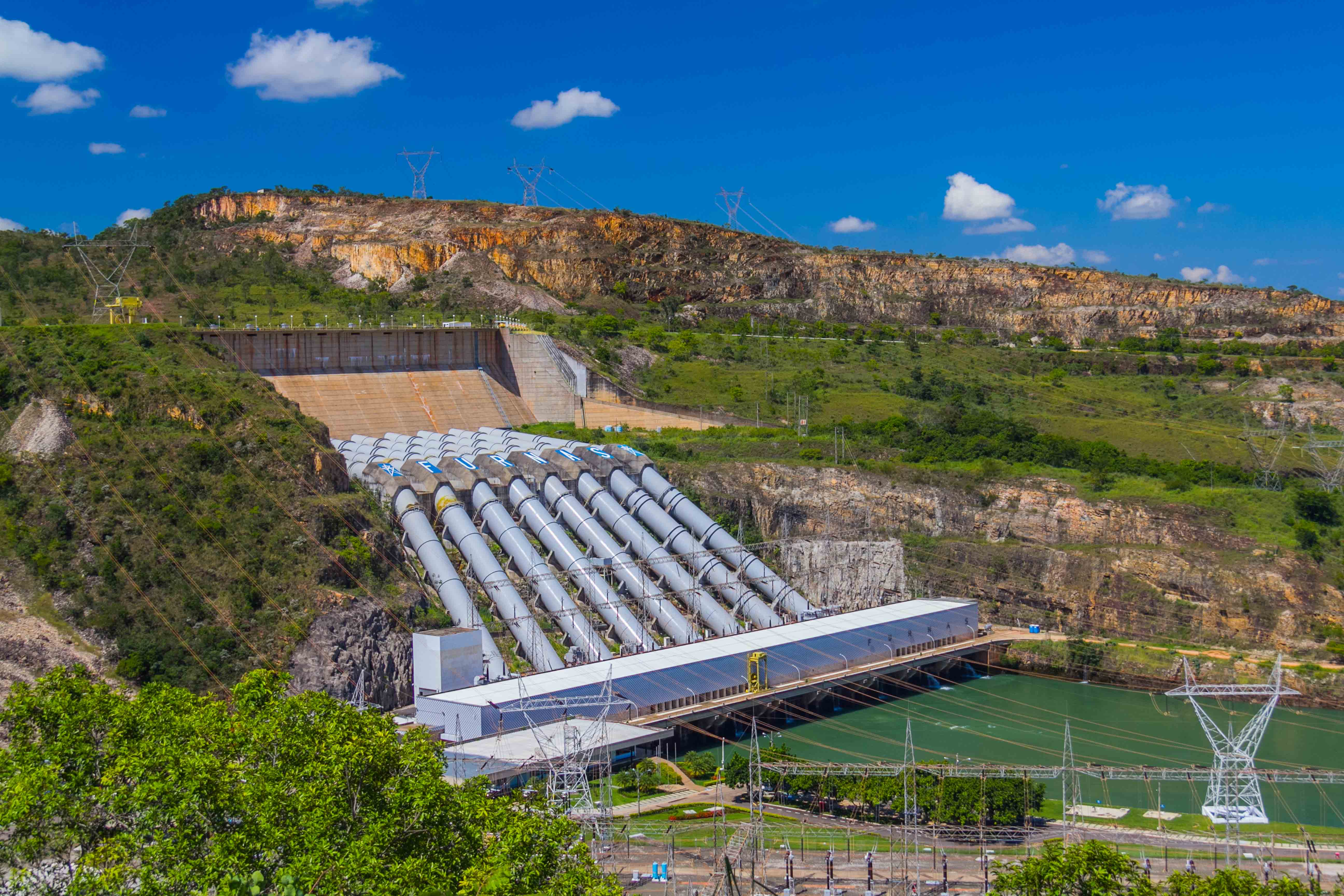
Veduta della centrale idroelettrica di Furnas nel sud dello stato.

Il Minas Gerais è uno degli stati con la più alta domanda di energia, con un consumo totale che ha raggiunto nel 2010 i 35,8 milioni di tonnellate equivalenti di petrolio, corrispondenti al 13,2% della domanda nazionale, la maggior parte destinata al settore industriale. Minas Gerais è uno dei maggiori produttori di energia idroelettrica nel paese, con grandi generatori, tra cui le centrali idroelettriche di Furnas,  Itumbiara e São Simão. En mayo de 2022, era el 4º estado brasileño con más potencia hidroeléctrica instalada.
Recentemente, lo stato ha eccelso nella produzione di energia solare. Nel marzo 2022, Minas è stato il primo stato brasiliano con il maggior numero di energia solare installata nella modalità di microgenerazione distribuita individuale. Nel maggio 2022, Minas era anche il terzo stato brasiliano in termini di potenza installata nelle grandi centrali solari, superata solo da Bahía e Piauí. Lo stato ha un forte irraggiamento solare, che lo favorisce sotto questo aspetto.

## Gastronomia

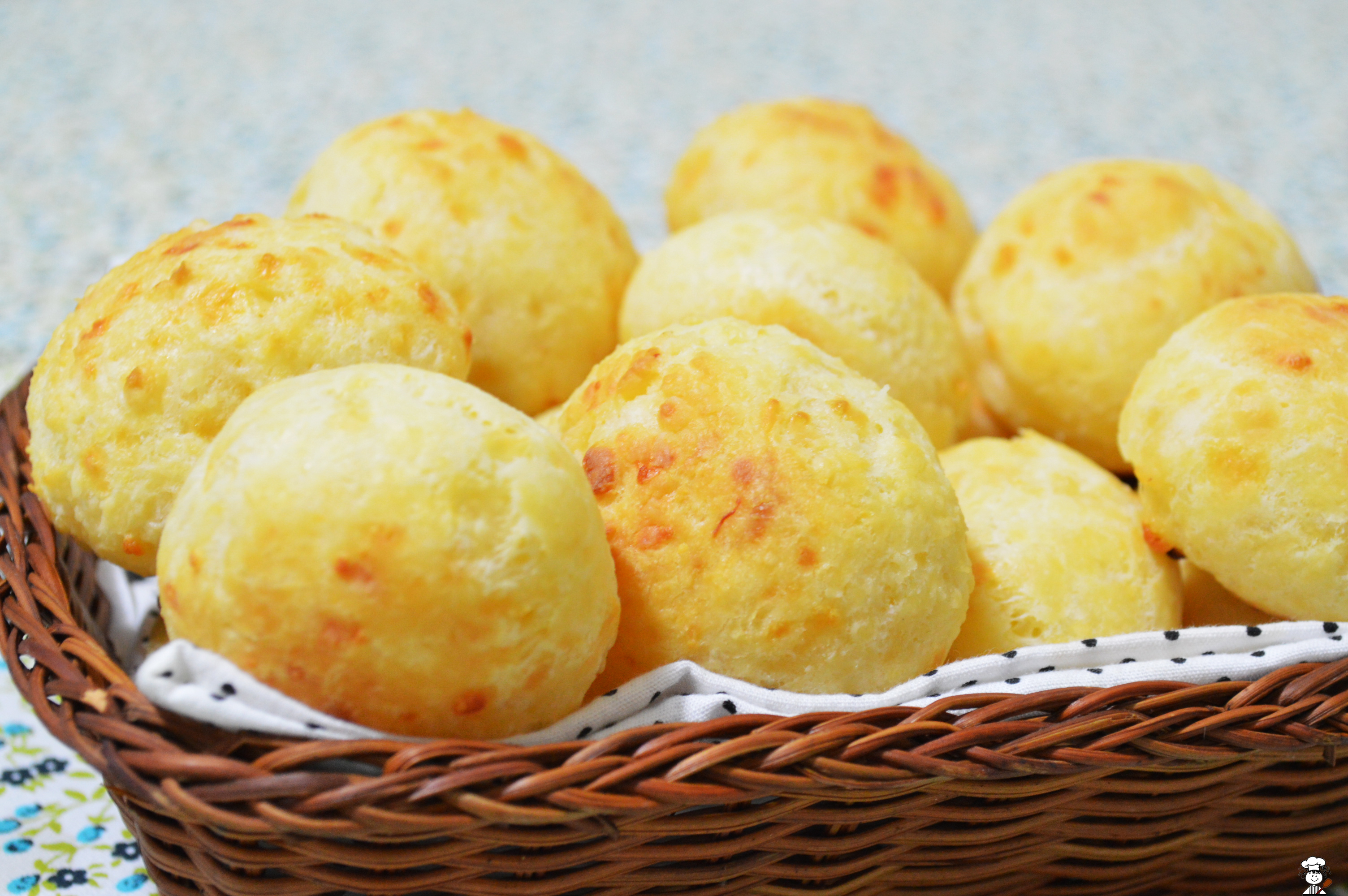
Pão de queijo.

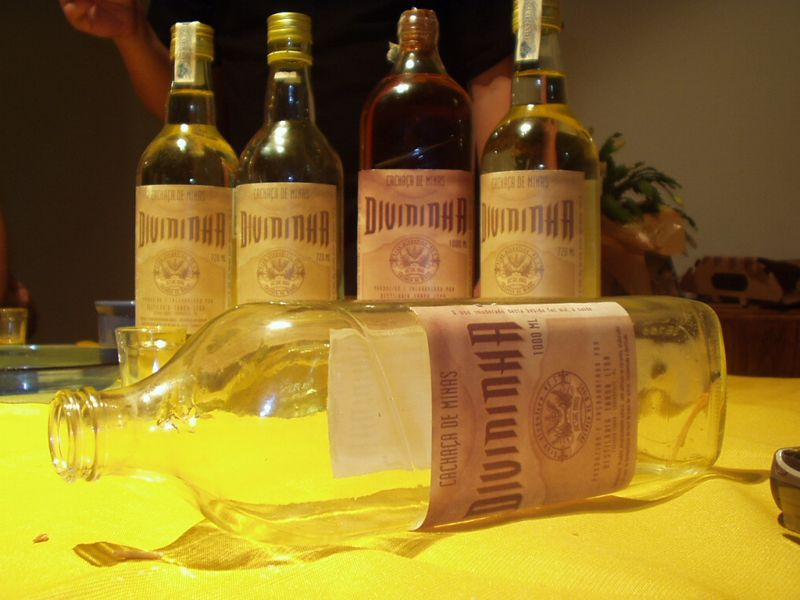
Cachaça.

La gastronomia è una caratteristica sorprendente dello stato, che è famoso per i suoi piatti tipici e differenziati, come pão de queijo, il più famoso e consumato nel paese. Lo stato è anche noto per il suo doce de leite, poiché Minas Gerais è il più grande produttore di latte del paese, e per il suo Formaggio Minas, di colore bianco. Tipici dello stato sono feijão tropeiro con chicharrón, tutù di fagioli, pollo con ocra in umido, formaggi artigianali, goiabada, paçoca, pamonha, Arroz com leite, cachaça (a Minas e nel vicino stato di San Paolo c'è la più grande produzione mondiale di canna da zucchero, base della produzione di cachaça) e caffè (dato che lo stato è il più grande produttore di caffè in Brasile). Al di fuori di Minas Gerais, è comune trovare ristoranti specializzati in cibo dello stato.

## Sport

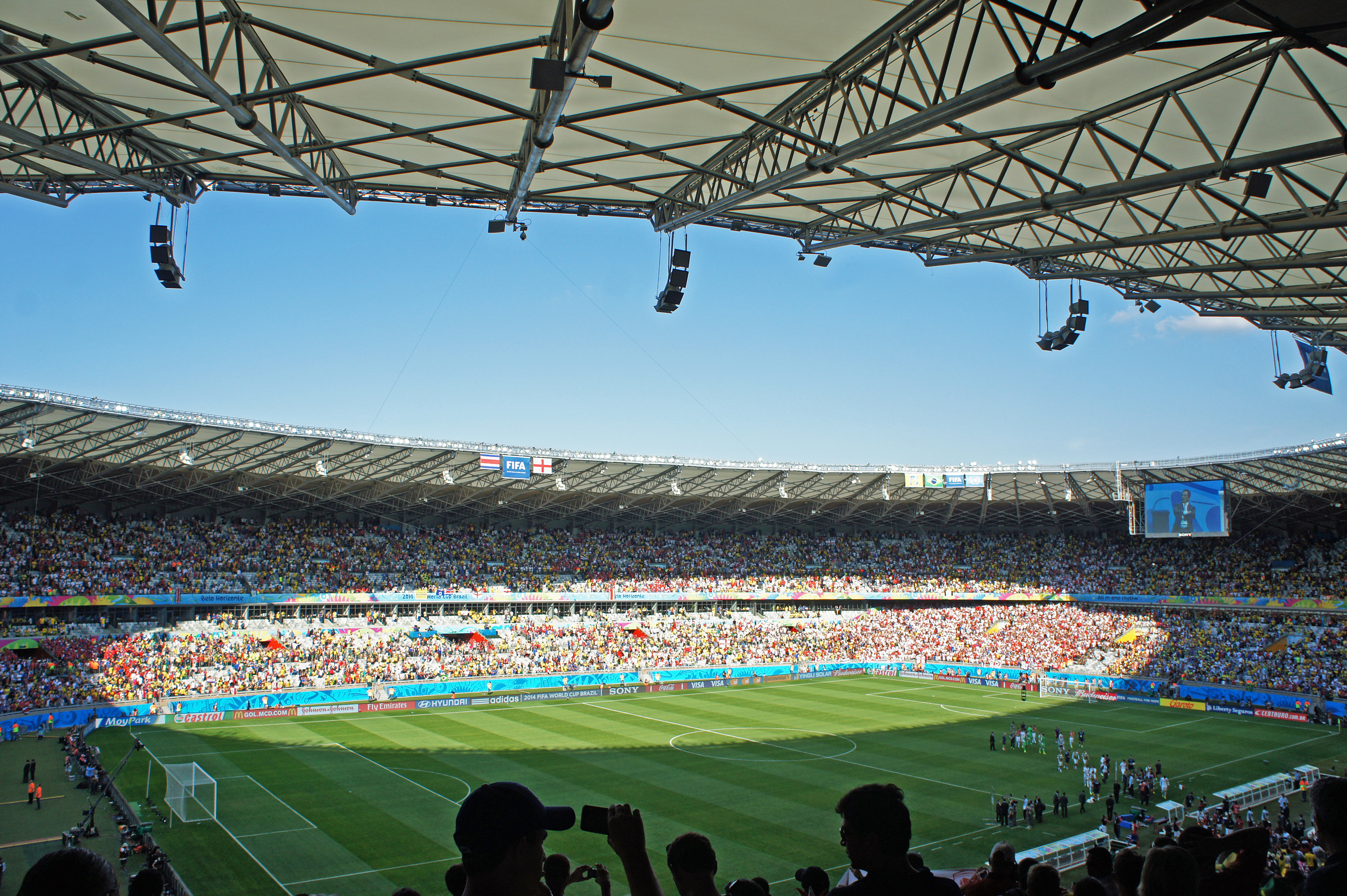
Stadio Mineirão.

Il calcio è uno degli sport più popolari nello stato del Minas Gerais, con le squadre principali che sono Atletico Mineiro, Cruzeiro, América Mineiro, Villa Nova, Tupi, Ipatinga, Boa Esporte e Caldense.
Tra i più grandi stadi di calcio dello stato, segnaliamo l'Estádio Governador Magalhães Pinto, il Mineirão, che è stato uno degli stadi della Coppa del Mondo FIFA 2014; lo Independência nella capitale, Parque do Sabiá a Uberlândia, Mário Helênio a Juiz de Fora, Melão a Varginha, Arena do Jacaré a Sete Lagoas e Ipatingão.
Nello stato sono nati i tennisti Marcelo Melo e Bruno Soares, rispettivamente n. 1 e n. 2 al mondo nel doppio; Ronaldo da Costa, ex detentore del record mondiale di maratona; medaglia olimpica come Maicon de Andrade nel taekwondo, Marcus Mattioli nel nuoto, Moysés Blás e Cláudia Pastor nel basket; Adenízia da Silva, Ana Carolina da Silva, Ana Flávia Sanglard, Ana Paula Henkel, Anderson Rodrigues, Camila Brait, Érika Coimbra, Fabiana Claudino, Gabriela Guimarães, Giovane Gavio, Hilma, Márcia Fu, Xandó, Maurício Souza, Lucarelli, Sassá, Sheilla de Castro, Talmo e Walewska nella pallavolo; nonché medagliati ai campionati del mondo, come André Cordeiro, Henrique Barbosa, Larissa Oliveira, Nicolas Oliveira, Rodrigo Castro e Teófilo Ferreira in nuoto.
Minas ha alcuni dei club e associazioni sportive più forti nello sport olimpico brasiliano, come Minas Tênis Clube nel nuoto, pallavolo, basket e judo e Sada Cruzeiro nella pallavolo.